# Boutersem
Boutersem è un comune belga di 7 519 abitanti nelle Fiandre (Brabante Fiammingo).